# لويس روزين
لويس روزين (بالإنجليزية: Louis Rosen)‏ هو عالم نووي وفيزيائي أمريكي، ولد في 10 يونيو 1918 في نيويورك في الولايات المتحدة، وتوفي في 15 أغسطس 2009 في ألباكركي في الولايات المتحدة.